# کوو (اورگن)
کوو (به انگلیسی: Cove) شهری در شهرستان یونیون ایالت اورگن است و در سرشماری سال ۲۰۱۱ میلادی، ۵۵۲ نفر جمعیت داشته که نسبت به سال ۲۰۱۰، −۰٫۳۶ درصد رشد جمعیت داشته‌است.